# Juan Antonio García Casquero
Juan Antonio García Casquero (Madrid, 30 de junio de 1961) es un expolicía español, que fue presidente de la Asociación de Víctimas del Terrorismo (AVT) entre 2008 y 2010.

## Biografía
Nació en Madrid en 1961. El 24 de mayo de 1992 era un policía nacional que formaba parte de una patrulla que se dirigía al estadio Vicente Calderón de Madrid para el mantenimiento de la seguridad del partido Atlético de Madrid-Logroñés. Esta sufrió un atentado cuando un coche-bomba colocado por la organización terrorista ETA explotó al paso del vehículo en el que se desplazaban, que se saldó con nueve heridos (siete policías y dos viandantes). García Casquero fue uno de los heridos, quedando en situación de incapacidad permanente.
García Casquero ingresó en la AVT ese mismo año. Fue delegado de la asociación en la Comunidad de Madrid desde 2006 hasta 2008. En abril de ese año, encabezó una única candidatura que se presentó a la renovación de la junta directiva de la AVT, tras la renuncia de Francisco José Alcaraz a presentarse a la reelección. A pesar de contar inicialmente con el apoyo de Alcaraz posteriormente se produjo un enfrentamiento entre ambos, al acusar Alcaraz a García Casquero de no mantener una posición suficientemente beligerante con el gobierno de José Luis Rodríguez Zapatero. A pesar de tener la posibilidad de optar a un segundo mandato, García Casquero ocupó la presidencia solo hasta 2010, al renunciar a optar a la reelección. Le sucedió Ángeles Pedraza, que había sido su vicepresidenta durante su mandato.